# Rotgebänderter Blütenspanner
Der Rotgebänderte Blütenspanner (Gymnoscelis rufifasciata) ist ein Schmetterling (Nachtfalter) aus der Familie der Spanner (Geometridae). Die rötliche Binde in der Flügelzeichnung ist namensgebend. Sie stammt von lat. rufus (rothaarig) und fascia (Binde).

## Merkmale
Die Falter erreichen eine Flügelspannweite von 11 bis 19 Millimetern. Die Labialpalpen sind grau und haben helle Spitzen. Stirn, Scheitel und Notum sind fahlgrau. Die Vorderflügel sind schmal, die Costalader ist gerade und der Apex ist spitz. Sie besitzen einen gräulich weiße Grundfärbung mit einem bräunlichen Farbton, die Querlinien sind meist leicht gebogen und dunkelbraun. Die Färbung des Basalfeldes reicht von einem fahlen bräunlichem Grau bis Rotbraun. Die äußere und die innere Querlinie sind am Flügelvorderrand (Costa) scharf gewinkelt. Das Mittelfeld ist zwischen der inneren Querlinie und der Mittellinie bräunlich grau bis ziegelrot und häufig dunkler als der Rest des Flügels. Die äußere Querlinie ist verdickt, normalerweise zweifach leicht gewinkelt und mit schwärzlichen oder rötlichschwarzen Strichen auf allen Adern versehen und von zwei fahlen Bändern umrandet. Das Saumfeld ist bräunlich grau und besitzt oft einen rötlichen oder ziegelroten inneren und einen weißen aschgrauen äußeren Bereich. Die Wellenlinie ist normalerweise gut ausgebildet und mehrfach gezackt. Ein Diskalpunkt ist nicht vorhanden. Die Hinterflügel sind gräulichweiß und tragen eine ziemlich kräftige Querlinien, wobei die äußere Querlinie besonders gut ausgebildet ist. Diese ist in der Mitte gewinkelt und mit einer Reihe von schwarzen Strichen auf den Adern versehen. Das Saumfeld ist häufig dunkler und besitzt bei einigen Exemplaren einen rötlichen Farbton. Die Wellenlinie ist deutlich ausgebildet und mehrfach gezackt. Der Diskalpunkt ist sehr klein oder zurückgebildet. Die Fransen sind bräunlich grau und an den Aderenden fahl grau oder weißlich gepunktet. Das Abdomen ist fahlgrau bis bräunlichgrau und besitzt manchmal einen rötlichen Farbton. Das zweite Abdominalsegment ist meistens dunkler, manchmal ziegelrot und schwarz umrandet. Die Schienen des hinteren Beinpaares besitzen ein Spornpaar. Der Rotgebänderte Blütenspanner ist hinsichtlich seiner Größe, der Grundfärbung und Zeichnung sehr variabel.
Die Raupen erreichen eine Länge von bis zu 17 Millimetern und haben eine sehr variable Grundfärbung. Sie reicht von weißlich über gelblichgrün, braun, rot bis lila. Auf dem Rücken befindet sich ein blasses Band, welches mit einer Reihe dunkler Rauten oder Dreiecke gezeichnet ist. Die Rückenzeichnung ähnelt einem nach hinten gerichteten Dreizack, ist manchmal krähenfußähnlich und kann gelegentlich auch nur schwach ausgebildet sein. Der Kopf ist gelblichbraun.

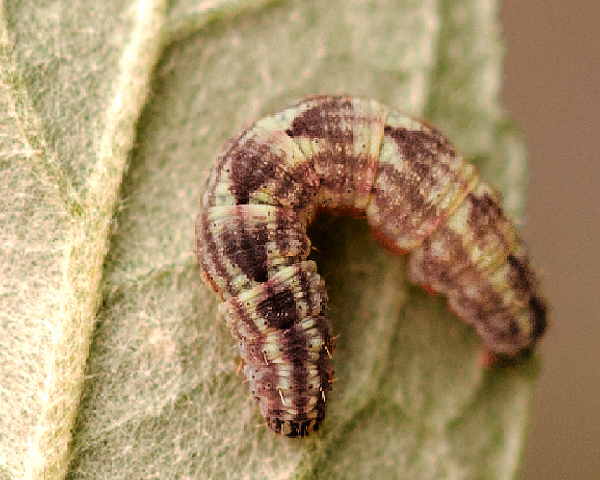
Die Raupe tritt verschiedenfarbig auf

## Verbreitung
Die Art kommt in der Paläarktis vor und ist von den Kanarischen Inseln und Madeira bis in den Nordwesten Chinas anzutreffen. Der Schwerpunkt der Verbreitung liegt im Mittelmeerraum, der ganzflächig besiedelt wird. Der Rotgebänderte Blütenspanner ist eine wärmeliebende Art, die trockene Standorte mit einer mittleren Lufttemperatur von acht bis neun Grad Celsius und Niederschlagsmengen von weniger als 700 Millimeter pro Jahr bevorzugt. Er besiedelt offene sommergrüne Misch- und Nadelwälder, Waldränder, Hecken, Buschland, Wiesen, Grasland, Moore, Heideland, Dünen, Öd- und Brachland, Gärten, Parks, Kulturland, warme und trockene Hänge, Felsen und Geröllhalden. Die vertikale Verbreitung reicht von 0 bis 1.800 Meter im Apennin, in den Alpen steigt er bis 2.400 Meter. Bergmann bezeichnet die Art als Leitart von Waldrebengebüsch in Schluchten an warmen Lehnen des Flach- und Hügellandes.

## Lebensweise
Nach einem längeren Balzflug findet die Paarung statt. Diese nimmt im Gegensatz zu anderen Blütenspannerarten nur etwa ein bis zwei Stunden in Anspruch und findet in der ersten Nachthälfte statt. Die männlichen Tiere sterben kurze Zeit später, die Weibchen beginnen in der folgenden Nacht mit der Eiablage. Die Raupen leben polyphag an den Blüten und Samen einer Vielzahl von krautigen Pflanzen (s. u.). Normalerweise leben die Raupen offen an den Blüten der Nahrungspflanzen, Dietze berichtet im Falle von Digitalis purpurea, dass sich die Raupe vollständig im Inneren der Blüte entwickelt und die Blütenöffnung aktiv mit Spinnfäden verschließt. Die Raupen leben häufig in Gesellschaft mit anderen Spannerarten wie Eupithecia haworthiana, Chloroclystis v-ata und Eupithecia pulchella.
Die Falter sind nachtaktiv und scheu und können abends bei der Nektarsuche an Blüten angetroffen werden. Früchte und Köder werden ebenfalls angeflogen. In Mitteleuropa überwintert die Art als Puppe. Die Entwicklung kann unter warmen oder heißen klimatischen Bedingungen sehr schnell ablaufen. Die Raupen benötigen dann nur 14 Tage bis zur Verpuppung, die Dauer der Puppenruhe liegt bei etwa zehn Tagen.
Liste der in der Literatur erwähnten Raupennahrungspflanzen:
- Mais (Zea mays)
- Zitruspflanzen (Citrus)
- Olivenbaum (Olea europaea)
- Berberitze (Berberis vulgaris)
- Myrica faya
- Besenheide (Calluna vulgaris)
- Baumheide (Erica arborea)
- Echte Glockenheide (Erica tetralix)
- Westlicher Erdbeerbaum (Arbutus unedo)
- Weiden (Salix)
- Buchsbäume (Buxus)
- Gewöhnliche Waldrebe (Clematis uitalba)
- Gelber Zahntrost (Odontites luteus)
- Frühlings-Zahntrost (Odontides vernus)
- Roter Fingerhut (Digitalis purpurea)
- Großblütiger Fingerhut (Digitalis grandiflora)
- Augentrost (Euphrasia)
- Wachtelweizen (Melampyrum)
- Königskerzen (Verbascum)
- Landnelke (Dianthirs caryophyllus)
- Behaarte Spatzenzunge (Thymelaea hirsuta)
- Kaki (Diospyros kaki)
- Mönchspfeffer (Vitex agnus-castus)
- Bingelkräuter (Mercurialis annua)
- Bohnenkräuter (Satureja)
- Hyssopus
- Thymiane (Thymus)
- Oregano (Origanum vulgare)
- Rosmarin (Rosmarinus officinalis)
- Mentha sylvestris
- Wiesenkerbel (Anthriscus sylvestris)
- Wald-Engelwurz (Angelica sylvestris)
- Möre (Daucus carota)
- Suaeda vera
- Himbeere (Rubus idaeus)
- Eingriffeliger Weißdorn (Crataegus monogyna)
- Zweigriffeliger Weißdorn (Crataegus laevigata)
- Vogelbeere (Sorbus aucuparia)
- Rosen (Rosa )
- Tamarisken (Tamarix)
- Süßkartoffel (Ipomoea batatas)
- Lycopersicon
- Schmalblättriges Weidenröschen (Epilobium angustifolium)
- Europäische Stechpalme (Ilex aquifolium)
- Lungen-Enzian (Gentiana pneumonanthe)
- Echter Arznei-Baldrian (aleriana officinalis)
- Stechginster (Ulex europaeus)
- Genista corsica
- Ackerbohne (Vicia faba)
- Besenginster (Cytisus scoparius)
- Dornginster (Calicotome)
- Globularia alypum
- Cynara cardunculus
- Gewöhnlicher Wasserdost (Eupatorium cannabinurn)
- Gewöhnliche Goldrute (Solidago uirgaurea)
- Heiligenkraut (Santolina)
- Gemeine Schafgarbe (Achillea millefolium)
- Achillea ageratum
- Artemisia
- Meerzwiebel (Urginea maritima)
- Azoren-Lorbeer (Laurus azorica)
- Achras sapota
- Hundskamillen (Anthemis)
- Chrysanthemen (Chrysanthemum)
- Dahlien (Dahlia)
- Gerbera (Gerbera jamesonii)
- Margeriten (Leucanthemum)
- Gemüse-Gänsedistel (Sonchus oleraceus)
- Affodill (Asphodelus)
- Borretsch (Borago officinalis)
- Zistrosen (Cistus)
- Japanische Wollmispel (Eriobotrya japonica)
- Gladiolen (Gladiolus)
- Gossypium barbadense
- Lavatera
- Dünen-Trichternarzisse (Pancrafium maritimum)
- Schlafmohn (Papaver somniferum)
- Pelargonium
- Wunderbaum (Ricinus communis )
- Großes Löwenmaul (Antirrhinum majus)
- Scrophularia sambucifolia
- Hauswurzen (Sempervivum)
- Glanzgräser (Phalaris)
- Sorghumhirsen (Sorghum)
- Kulturapfel (Malus domestica)
- Pyrus communis
- Pyrus bucharica
- Atraphaxis pyrifolia

## Flug- und Raupenzeiten
Der Rotgebänderte Blütenspanner bildet in Mitteleuropa zwei Generationen, die von Mitte April bis Anfang Juni und von Ende Juni bis Ende August fliegen. Die Larven der ersten Generation leben von Ende April bis Mitte Juni, die der zweiten Generation von Anfang Juli bis Anfang Oktober. In südlichen Regionen ist die Art polyvoltin, das heißt, es werden ununterbrochen neue Generationen hervorgebracht.

## Systematik

### Synonyme
Der Rotgebänderte Blütenspanner wurde in der Literatur unter den folgenden Synonymen behandelt:
- Phalaena rufifasciata Haworth, 1809
- Geometra pumilata Hübner, 1813
- Eupithecia recictaria Boisduval, 1840
- Larentia improbata Lienig & Zeller, 1846
- Larentia tempestivata Zeller, 1847
- Eupithecia parvularia Herrich-Schäffer, 1848
- Eupithecia globulariata Millière, 1861
- Eupithecia incertata Millière, 1876
- Eupithecia bucovinata Hormuzaki, 1893

### Formen
Die hier angegebenen Formen besitzen keine taxonomische Bedeutung.
- f. tenebrata Dietze. Flügel verdunkelt, Zeichnung reduziert
- f. tempestivaria Flügel grau.
- f. nigrostriata Dietze. Dunkle Streifen an der Mittelfeldbegrenzung
- f. nigrofasciata Dietze. Innerer Teil des Mittelfeldes verdunkelt.
- f. postgenitata Dietze, 1910.